# Marianna Debes Dahl
Marianna Debes Dahl (født 24. november 1947 i Vestmanna) er en færøsk forfatter. Hun voksede op i Thorshavn.
Hun er uddannet folkeskolelærer, men har arbejdet som fultids forfatter de seneste år.

## Biografi
Som 12-årig flyttede hun til Danmark for at gå i skole, hun tog realeksamen fra Marie Mørks Skole i Hillerød. Senere rejste hun til USA som udvekslingsstudent, hun tog studentereksamen på Toftegård Studenterkursus i 1967 og så læste hun litteraturvidenskab ved Københavns Universitet. I 1971 flyttede hun tilbage til Thorshavn, for at uddanne sig til folkeskolelærer ved Føroya Læraraskúli, hvor hun blev færdig uddannet i 1975, det var her hun begyndte at skrive. Hun arbejdede i mange år som lærer, men har siden arbejdet indenfor andre områder og samtidig har hun skrevet skønlitteratur.
Tidligere var hun politisk aktiv på venstrefløjen og skrev i det kommunistiske tidsskrift Fríu Føroyar fra 1983 til 1993. Hun har været aktiv i forskellige foreninger, f.eks. i Rithøvundafelag Føroya (Færøernes forfatterforening), Listafólkasamband Føroya (forkortes LISA, Foreningen for færøske kunstnere), hun har været aktiv indenfor fredsbevælsen og i bevægelsen imod (apartheid). Marianne var formand for Færøernes Forfatterforening (Rithøvundafelag Føroya) fra 1980-81, hun var den første kvinde, som blev formand for foreningen.

### Familie
Mariannes forældre var landslæge Hanus Debes Joensen (1913-95) og sygeplejerske Louise Vang (1911-84), hun har to brødre: Høgni Debes Joensen, landslæge og Tórður Jóansson, faglitterær forfatter, folkeskolelærer og doktor i sprogvidenskab. Marianne er gift med Árni Dahl, de har to børn sammen.

### Romaner
- Lokkalogi, Forlagið Fannir, 1984
- Onglalag, 1986
- Faldalín 1988
- Vívil 1992

### Selvbiografier
- Úti á leysum oyggjum, 1997

### Novellesamlinger
- Millumleikur, 1978
- Fløkjan, 1978
- Lepar, 1980
- Síðsta skúlaárið, 1980

### Børnebøger
- Burtur á heiði, 1975
- Dirdri, 1979
- Skilnaður, 1981
- Prikkut vár, 1989 (er endnu ikke udgivet)

### Bøger til små børn
- Bjarta og snigilin, 1983
- Døgg er dottin, 1984
- Hanna og Hóri, 1984
- Hóri letur upp, 1986
- Sturli súkklar, 1985
- Alvi er og ferðast, 1986
- Tunnuflakin, 1990
- Flosi fer í føðingardag, 1990 (er endnu ikke udgivet)

### Billedbøger
- Sonurin, 1990 (La Filo på esperanto)

### Læsebøger
- Ása fer í skúla, 1983

### Rejseskildringer
- Latið altíð sólina skína, 1982

### Skuespil
- Skálatoftir, 1979 (skrevet sammen med J.S. Hansen)
- Bardagabørn, 1990

### Kulturhistoriske bøger
- Meðan løtur líða 1 - 3, udkom fra 2000 til 2002, Fannir, Tórshavn. Bøgerne er skrevet ud fra samtaler med forskellige ældre færinger om deres erindringer. Dele af disse samtaler blev også udsendt i det færøske radio.

### Oversættelser
- Uppreisnin, 1982, historier fra Sydafrika

### Oversat og redigeret hørespil til det færøske radio
- Victor (om sangeren Jara fra Chile)
- Monir (fra Iran)
- Chico Mendes (fra Brasilien)
- Miriam Makeba (fra Sydafrika)
- Menn undir sól (fra Palæstina)
- Zosia (sovjetisk historie fra Anden verdenskrig)
- Tað langa brævið (fra Senegal)
- Edith Piaf (fra Frankrig)

## Priser
- Barnamentanarheiðursløn Tórshavnar býráðs, 1978